# Iglesia de Santa María (Claret)

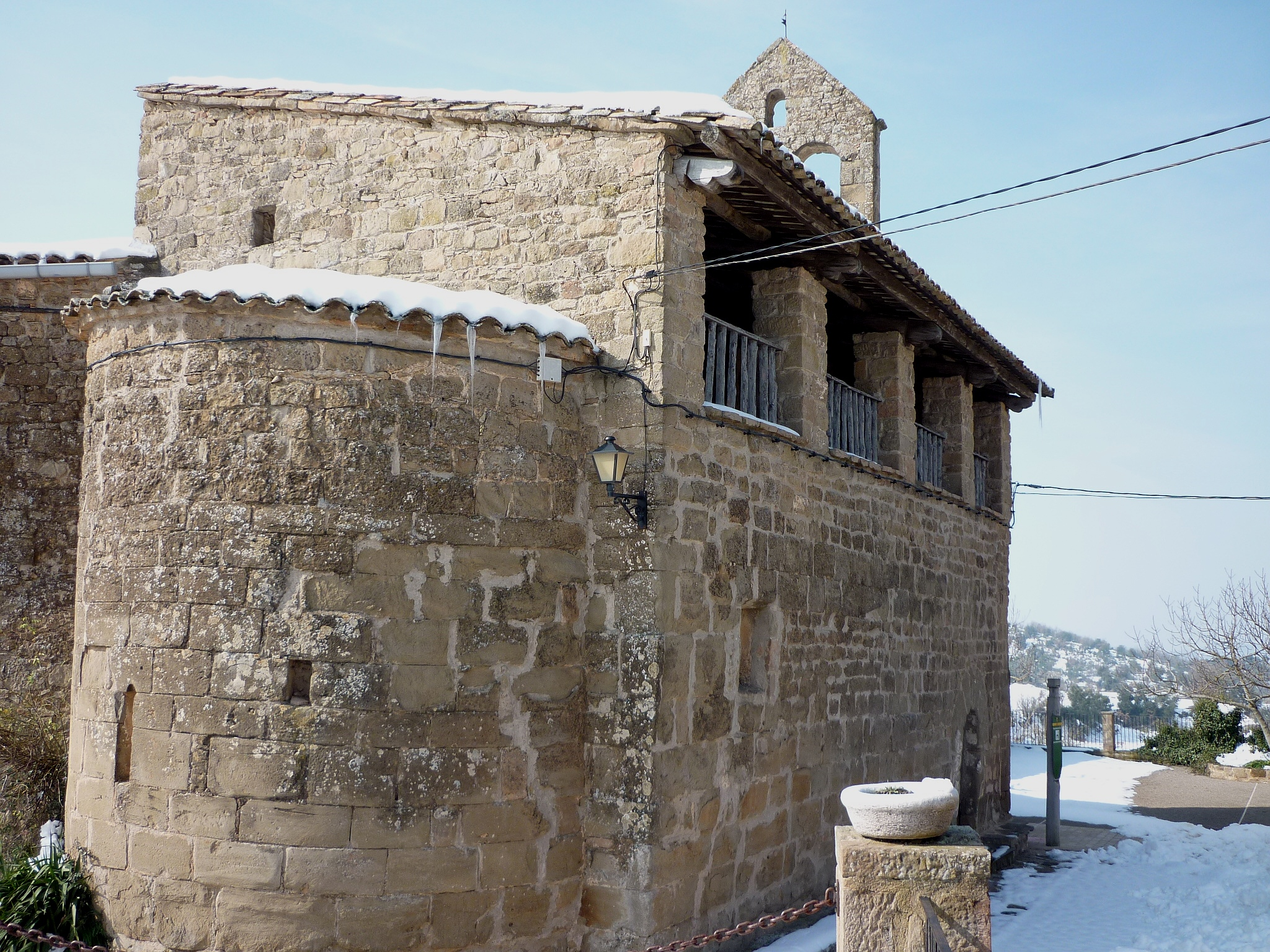
Ábside de la iglesia.

Santa María de Claret es la iglesia parroquial del núcleo de Claret, en el municipio de Torà, en la comarca del Solsonés de la (provincia de Lérida). Es un monumento protegido e inventariado dentro del Inventario del Patrimonio Arquitectónico Catalán. 

## Descripción
La iglesia está situada al inicio del casco urbano, cerrando por el sur una pequeña plaza. Es un edificio de planta rectangular, de una sola nave y con cubierta de bóveda de cañón ligeramente apuntada y culmina al este con el ábside. En la fachada norte, está la entrada, con arco de medio punto adintelado. A la izquierda de la entrada, hay un largo banco de piedra. En esta fachada en la parte superior hay un sobrealzamiento con un balcón con barandilla de madera de factura posterior al templo original. En el muro oeste hay un contrafuerte y un ojo de buey, y culmina la fachada el campanario de espadaña de dos vanos; encima tiene un frontón donde hay una pequeña abertura de medio punto. En la fachada este se encuentra el ábside semicircular, con una ventana de un solo abertura. En el interior, un arco preabsidal abre la nave, con dos capillas en cada lateral. El interior se encuentra pintado de azul. En el lado sur tiene adosada la casa de «Cal Fustegueres».

## Historia
Documentada desde 1139, cuando Bernat de Claret donó a Santa María de Solsona la mitad del castillo de Claret, de los hombres que habitaban, de la dominicatura que tenían los antiguos señores del lugar, término del castillo, tanto de los campos cultivados como los páramos y la iglesia de Claret. También hay noticias de la iglesia los años 1150, 1180 y 1931.

Santa María de Claret
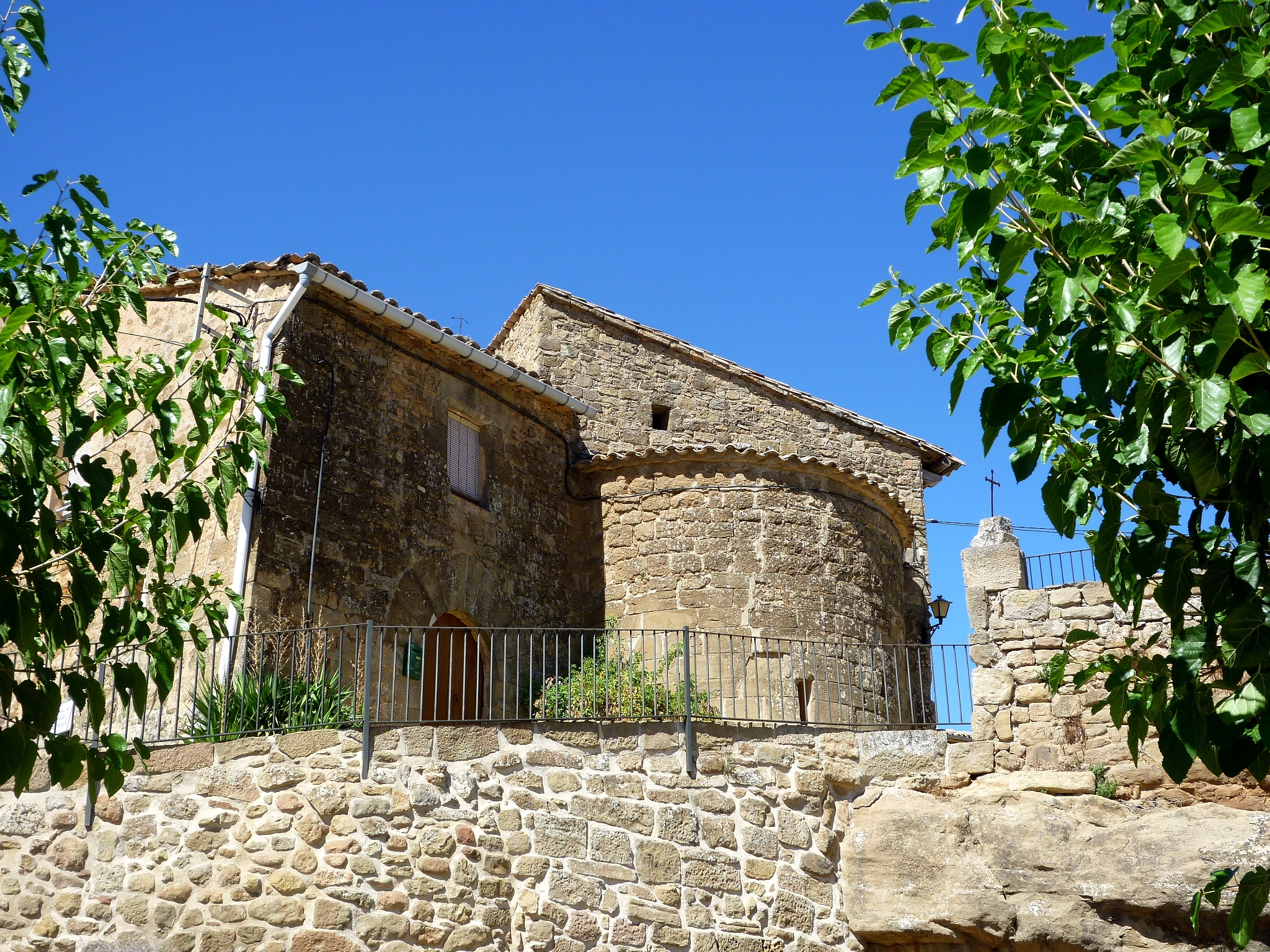
Cal Fustegueres y la iglesia
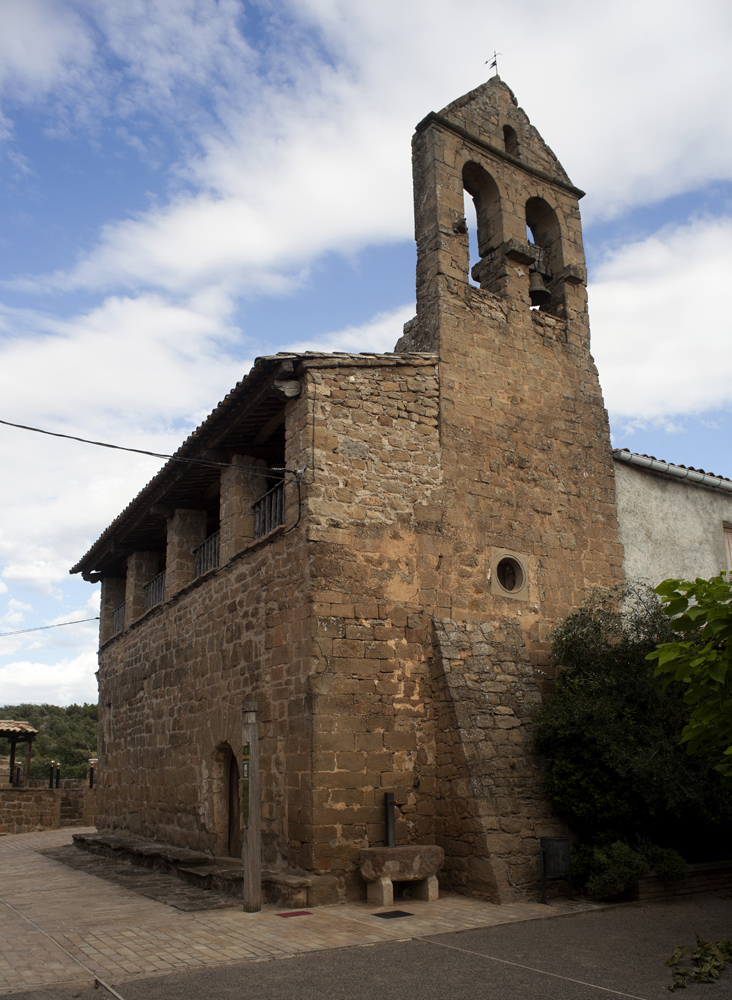
Fachada oeste
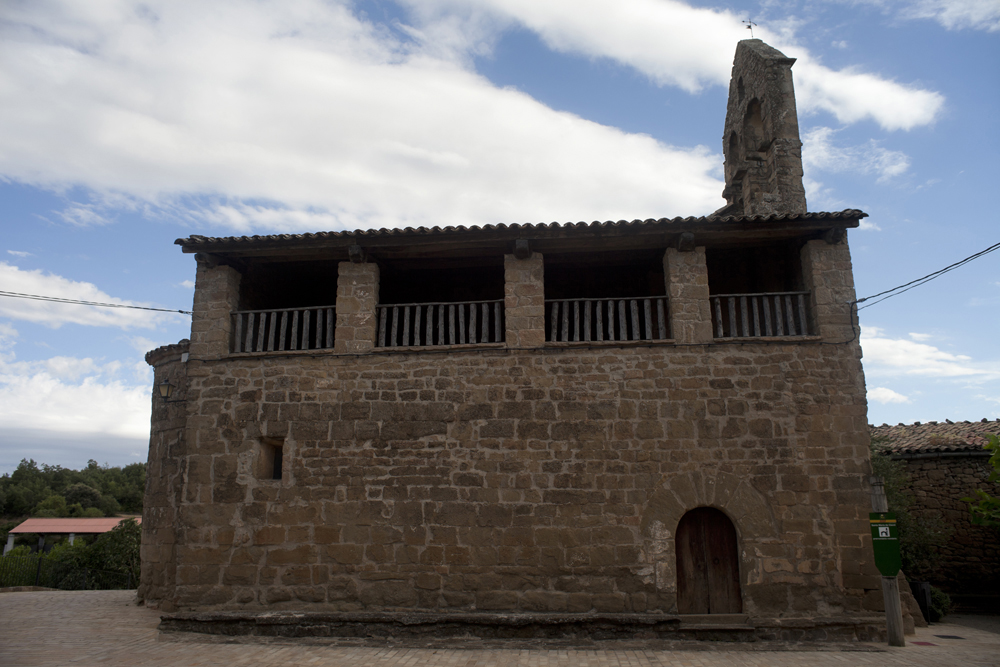
Fachada norte: entrada